# Pak Chol-jin
Pak Chol-jin ((박철진?, 朴哲鎮?); Pyongyang, 5 settembre 1985) è un calciatore nordcoreano, difensore dell'Amrokgang e della Nazionale nordcoreana.